# Bocskay Izabella
Bocskay  Izabella (Budapest, 1928. november 8. –) magyar színésznő.

## Életpályája
1944-ben Szűcs László társulatában szerepelt először. Színészi diplomáját 1954-ben kapta meg a Színház- és Filmművészeti Főiskolán. Pályája 1951-től az Úttörő Színházban, 1953-tól az Ifjúsági Színházban indult. 1958-tól nyugdíjba vonulásáig, 1984-ig az Állami Déryné Színház, illetve a jogutód Népszínház színésznője volt. Színjátszó csoportokban rendezéssel is foglalkozott. Előadóművészként önálló esteken is fellépett.

## Fontosabb színházi szerepei
- Csokonai Vitéz Mihály: Az özvegy Karnyóné... Karnyóné
- Szigligeti Ede: Liliomfi... Kamilla
- Heltai Jenő: A néma levente... Beatrix, Mátyás felesége
- Hermann Gressieker – Kalmár Tibor: VIII. Henrik és hat felesége... Kate Parr, a romlatlan özvegy
- Jókai Mór: A kőszívű ember fiai... Plankenhorst Antoinette; Apáca
- Jókai Mór: Az aranyember... Athália, Brazovics Athanáz leánya
- Szirmai Albert – Bakonyi Károly – Gábor Andor: Mágnás Miska... Marcsa
- Sós György: Köznapi legenda... Kántor Borbála
- Móricz Zsigmond: Légy jó mindhalálig... Trafikosnő
- Mikszáth Kálmán: A beszélő köntös... Bulki Klára
- Mikszáth Kálmán – Bondy Endre: Tavaszi rügyek... Mama
- Gárdonyi Géza: Egri csillagok... Cserhán
- Molnár Ferenc: A Pál utcai fiúk... Mari
- Darvas József: Szakadék... Fehérné
- Örsi Ferenc: Aranylakodalom... Ilonka
- Edmond Rostand: A sasfiók... Grassalkovich hercegnő
- Friedrich Schiller: Don Carlos... Fuentes
- George Bernard Shaw: Pygmalion... Higginsné
- Mark Twain: Koldus és királyfi... Cantyné, Tom anyja
- Charles Dickens: Twist Oliver... Charlotte
- Kövesdi Nagy Lajos – Dobos Attila – Szenes Iván: Isten véled, édes Piroskám!... Izabella, Piroska nagynénje
- Jacobi Viktor: Leányvásár... Bessy
- Hervé: Nebáncsvirág... Corinna
- Borisz Romasov: Mindenkivel megtörténik... Muza Nyikolajevna
- Vagyim Lvovszkij Korosztüljov: A varázskalap... Magda néni

## Önálló est
- Versek, táncdalok, sanzonok